# Saint-Senoch
Saint-Senoch [sɛ̃ sənɔk]  est une commune française du département d'Indre-et-Loire, dans la région Centre-Val de Loire.
Ses habitants sont appelés les Saint-senochois, Saint-senochoises.

## Géographie
| Varennes         | Loches          | Perrusson          |
|                  | Saint-Senoch    |                    |
| Esves-le-Moutier | Betz-le-Château | Verneuil-sur-Indre |

### Hydrographie

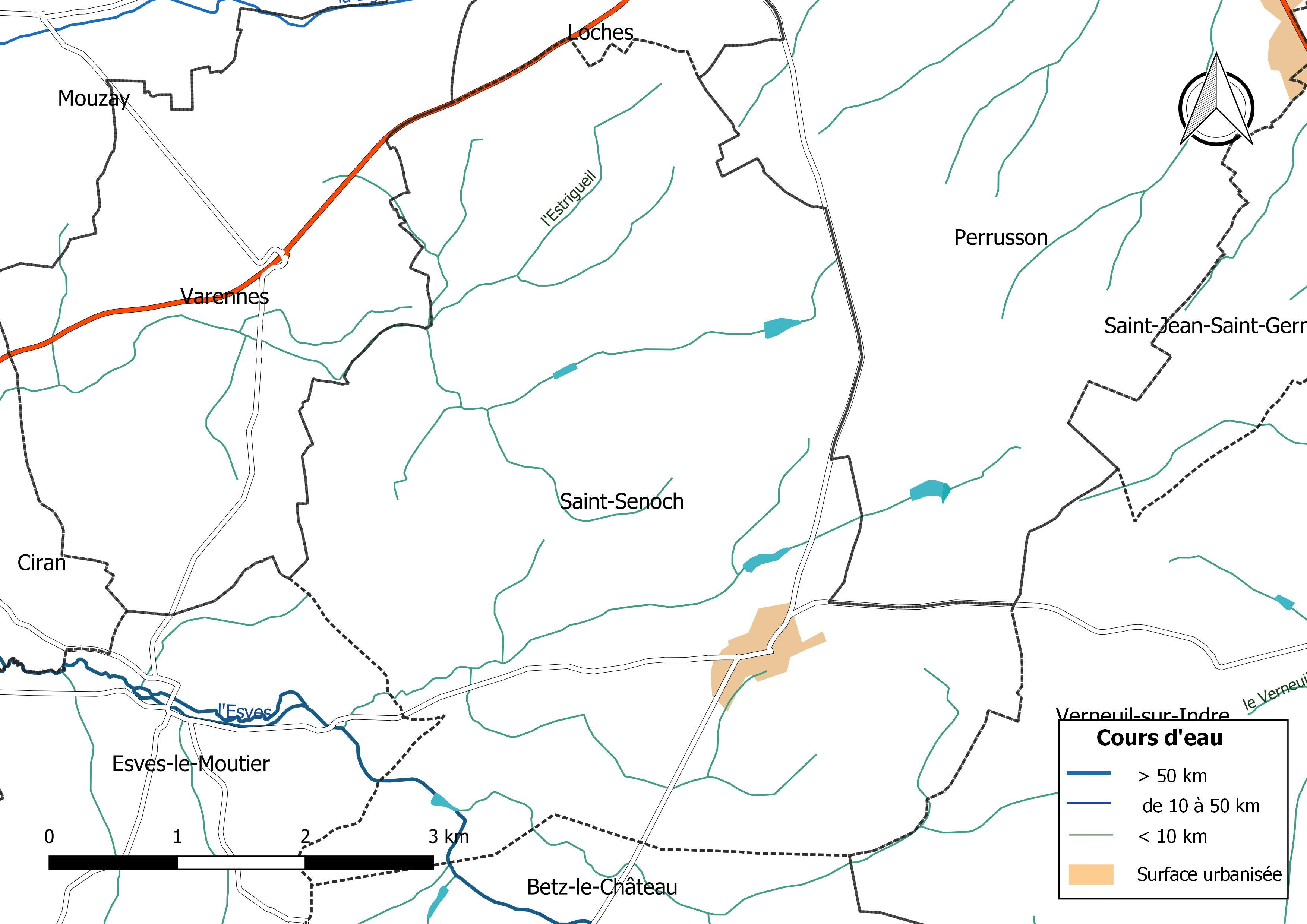
Réseau hydrographique de Saint-Senoch.

Le réseau hydrographique communal, d'une longueur totale de 28,75 km, comprend un cours d'eau notable, l'Esves (1,16 km), et divers petits cours d'eau dont l'Estrigueil (3,176 km),.
L'Esves, d'une longueur totale de 39,3 km, prend sa source à 135 m d'altitude à Betz-le-Château. et se jette dans la Creuse à Descartes, à 44 mètres d'altitude, après avoir traversé 12 communes.
Sur le plan piscicole, l'Esves est classée en deuxième catégorie piscicole. Le groupe biologique dominant est constitué essentiellement de poissons blancs (cyprinidés) et de carnassiers (brochet, sandre et perche).

### Climat
Pour des articles plus généraux, voir Climat du Centre-Val de Loire et Climat d'Indre-et-Loire.
En 2010, le climat de la commune est de type climat océanique dégradé des plaines du Centre et du Nord, selon une étude du CNRS s'appuyant sur une série de données couvrant la période 1971-2000. En 2020, Météo-France publie une typologie des climats de la France métropolitaine dans laquelle la commune est exposée à un climat océanique altéré et est dans une zone de transition entre les régions climatiques « Moyenne vallée de la Loire » et « Centre et contreforts nord du Massif Central ».
Pour la période 1971-2000, la température annuelle moyenne est de 11,3 °C, avec une amplitude thermique annuelle de 15,2 °C. Le cumul annuel moyen de précipitations est de 730 mm, avec 11,4 jours de précipitations en janvier et 6,9 jours en juillet. Pour la période 1991-2020, la température moyenne annuelle observée sur la station météorologique de Météo-France la plus proche, sur la commune de Perrusson à 7 km à vol d'oiseau, est de 12,3 °C et le cumul annuel moyen de précipitations est de 730,3 mm,. Pour l'avenir, les paramètres climatiques de la commune estimés pour 2050 selon différents scénarios d'émission de gaz à effet de serre sont consultables sur un site dédié publié par Météo-France en novembre 2022.

## Urbanisme

### Typologie
Au 1er janvier 2024, Saint-Senoch est catégorisée commune rurale à habitat dispersé, selon la nouvelle grille communale de densité à sept niveaux définie par l'Insee en 2022.
Elle est située hors unité urbaine. Par ailleurs la commune fait partie de l'aire d'attraction de Loches, dont elle est une commune de la couronne,. Cette aire, qui regroupe 23 communes, est catégorisée dans les aires de moins de 50 000 habitants,.

### Occupation des sols
L'occupation des sols de la commune, telle qu'elle ressort de la base de données européenne d’occupation biophysique des sols Corine Land Cover (CLC), est marquée par l'importance des territoires agricoles (81,6 % en 2018), une proportion sensiblement équivalente à celle de 1990 (81,4 %). La répartition détaillée en 2018 est la suivante : 
terres arables (74,3 %), forêts (17,1 %), zones agricoles hétérogènes (4,5 %), prairies (2,7 %), zones urbanisées (1,4 %). L'évolution de l’occupation des sols de la commune et de ses infrastructures peut être observée sur les différentes représentations cartographiques du territoire : la carte de Cassini (XVIIIe siècle), la carte d'état-major (1820-1866) et les cartes ou photos aériennes de l'IGN pour la période actuelle (1950 à aujourd'hui).

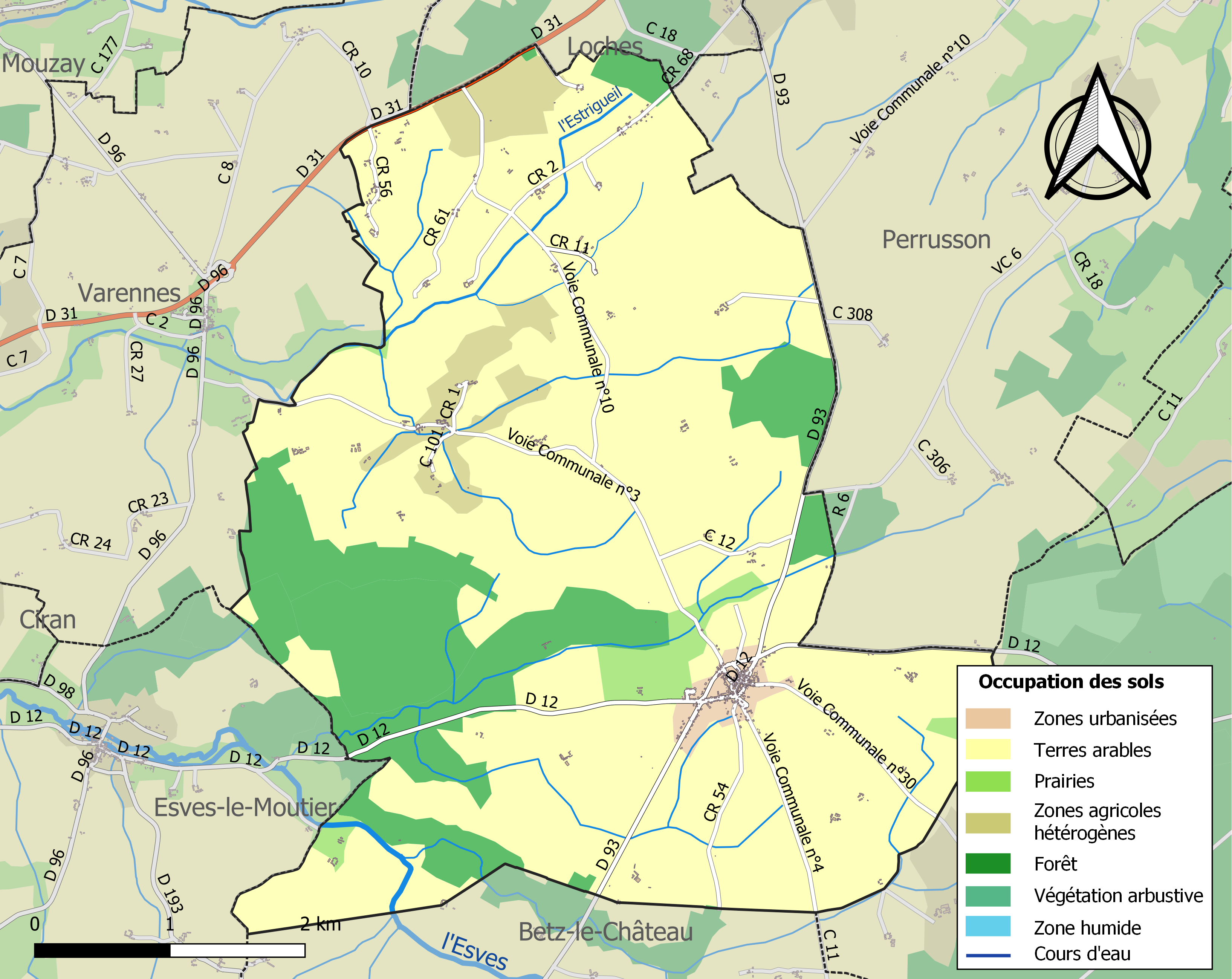
Carte des infrastructures et de l'occupation des sols de la commune en 2018 (CLC).

### Risques majeurs
Le territoire de la commune de Saint-Senoch est vulnérable à différents aléas naturels : météorologiques (tempête, orage, neige, grand froid, canicule ou sécheresse) et séisme (sismicité faible). Un site publié par le BRGM permet d'évaluer simplement et rapidement les risques d'un bien localisé soit par son adresse soit par le numéro de sa parcelle.

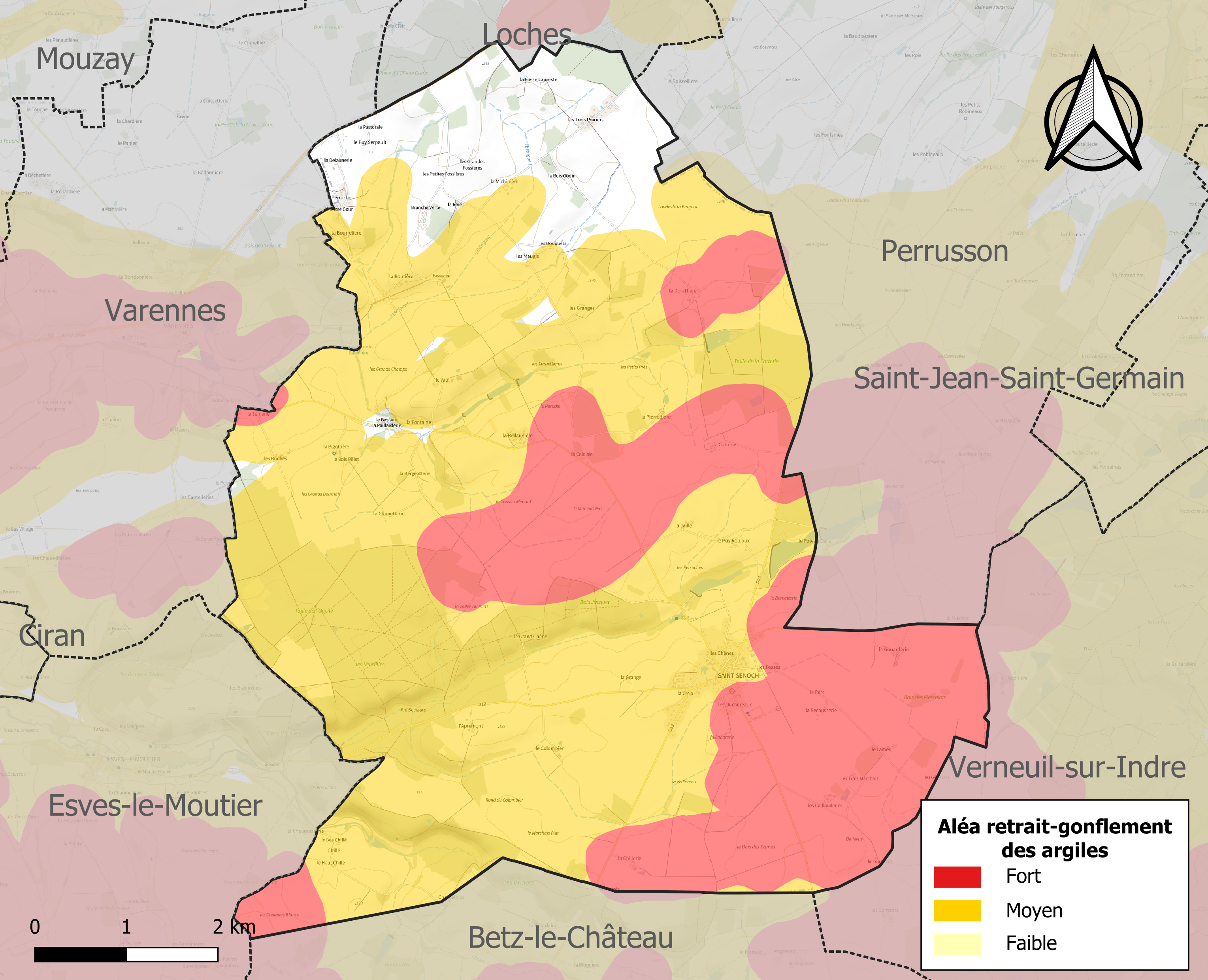
Carte des zones d'aléa retrait-gonflement des sols argileux de Saint-Senoch.

Le retrait-gonflement des sols argileux est susceptible d'engendrer des dommages importants aux bâtiments en cas d’alternance de périodes de sécheresse et de pluie. 88,8 % de la superficie communale est en aléa moyen ou fort (90,2 % au niveau départemental et 48,5 % au niveau national). Sur les 267 bâtiments dénombrés sur la commune en 2019, 225 sont en aléa moyen ou fort, soit 84 %, à comparer aux 91 % au niveau départemental et 54 % au niveau national. Une cartographie de l'exposition du territoire national au retrait gonflement des sols argileux est disponible sur le site du BRGM,.
Concernant les mouvements de terrains, la commune a été reconnue en état de catastrophe naturelle au titre des dommages causés par la sécheresse en 2003 et 2017 et par des mouvements de terrain en 1999.

## Histoire
La découverte d'une mosaïque (gallo-romaine ?)  au début du XIXe siècle, dans des conditions peu précises, semble néanmoins attester une occupation antique du lieu.
Vers le milieu du VIe siècle, un poitevin d'origine taïfale, Sénoch, né à Tiffauges (Vendée) y établit dans des ruines une minuscule communauté monastique d'inspiration  martinienne. Il y relève un ancien « oratoire » où saint Martin aurait prié, y dresse un autel et en fait une « ecclesia » qu'Eufronius, évêque de Tours, vient bénir. Grâce à son successeur Grégoire qui parvient à régler ce moine un peu instable, l'établissement devient, sur une des voies de pèlerinage vers Tours, une sorte de relais où l'on accueille les malades, mais où l'on s'occupe aussi de l'entretien des chemins et des ponts. Senoch meurt en 576. Sa fondation semble subsister quelque temps et son tombeau devient lui-même, au témoignage de Grégoire de Tours, le lieu d'un pèlerinage local.
Au cours de la Révolution française, la commune porta provisoirement le nom de Senoch-et-Barbeneuve.

## Politique et administration
| Période                                  | Période  | Identité          | Étiquette | Qualité  |
| ---------------------------------------- | -------- | ----------------- | --------- | -------- |
| mars 2001                                | mai 2020 | Patrick Lespagnol | DVD       | Retraité |
| mai 2020                                 | En cours | Pascal Réau       |           |          |
| Les données manquantes sont à compléter. |          |                   |           |          |

## Population et société

### Démographie
L'évolution du nombre d'habitants est connue à travers les recensements de la population effectués dans la commune depuis 1793. Pour les communes de moins de 10 000 habitants, une enquête de recensement portant sur toute la population est réalisée tous les cinq ans, les populations de référence des années intermédiaires étant quant à elles estimées par interpolation ou extrapolation. Pour la commune, le premier recensement exhaustif entrant dans le cadre du nouveau dispositif a été réalisé en 2005.

En 2022, la commune comptait 520 habitants, en évolution de −6,98 % par rapport à 2016 (Indre-et-Loire : +1,67 %, France hors Mayotte : +2,11 %).
| 1793 | 1800 | 1806 | 1821 | 1831 | 1836 | 1841 | 1846 | 1851 |
| ---- | ---- | ---- | ---- | ---- | ---- | ---- | ---- | ---- |
| 560  | 508  | 573  | 580  | 569  | 611  | 616  | 636  | 659  |

| 1856 | 1861 | 1866 | 1872 | 1876 | 1881 | 1886 | 1891 | 1896 |
| ---- | ---- | ---- | ---- | ---- | ---- | ---- | ---- | ---- |
| 691  | 642  | 654  | 620  | 627  | 606  | 621  | 648  | 636  |

| 1901 | 1906 | 1911 | 1921 | 1926 | 1931 | 1936 | 1946 | 1954 |
| ---- | ---- | ---- | ---- | ---- | ---- | ---- | ---- | ---- |
| 649  | 660  | 661  | 602  | 620  | 580  | 620  | 573  | 598  |

| 1962 | 1968 | 1975 | 1982 | 1990 | 1999 | 2005 | 2006 | 2010 |
| ---- | ---- | ---- | ---- | ---- | ---- | ---- | ---- | ---- |
| 565  | 494  | 401  | 382  | 419  | 420  | 443  | 441  | 500  |

| 2015 | 2020 | 2022 | - | - | - | - | - | - |
| ---- | ---- | ---- | - | - | - | - | - | - |
| 548  | 526  | 520  | - | - | - | - | - | - |

### Enseignement
Saint-Senoch se situe dans l'académie d'Orléans-Tours (Zone B) et dans la circonscription de Loches.
L'école maternelle accueille les élèves de la commune.

## Culture locale et patrimoine

### Lieux et monuments
- Château de Saint-Senoch, du XVIIIe siècle[27].

### Personnalités liées à la commune
- Saint Sénoch (536-576)

### Héraldique
| Blason de Saint-Senoch | Blason  | Tiercé en pairle renversé : au 1er de gueules à saint Senoch, ermite, d'argent, barbé et chevelé d'or, la main dextre appuyée sur un bâton du même, la senestre levée et bénissant, au 2e d'or à une branche de bruyère de sinople fleurie de pourpre, au 3e d'azur à une fleur de lys d'or, au pied nourri et les pétales latéraux fourchés. |
| Blason de Saint-Senoch | Détails | Le statut officiel du blason reste à déterminer. |